# Ибн Арабшах
Шихаб ад-Дин Абу-ль-Аббас Ахмед ибн Мухаммед ибн Абдуллах ибн Ибрахим ад-Димашки аль-Ханафи аль-Аджами более известный как Ибн Арабша́х (араб. ابن عربشاه‎; 15 ноября 1389, Дамаск — 24 августа 1450, Каир или Египет) — арабский писатель и историк.

## Биография
Ибн Арабшах родился 25 числа месяца зу-ль-када 791 года хиджры (15 ноября 1389) в Дамаске. Его жизнь была полна странствований. В 1400 или 1401 году (803 год хиджры) войска Тамерлана увели его вместе с семьёй в неволю в Самарканд. Там Ибн Арабшах изучил тюркский, персидский, монгольский языки и мусульманскую науку. Позднее он отправился в путешествие по важным центрам Туркестана, посетил Монголию и границу с Китаем, затем вернулся в Хорезм, откуда направился в Сарай и Астрахань.
В 1412 году Ибн Арабшах по Чёрному морю добрался до Эдирне, где стал личным секретарём (сыр кятиб) османского султана Мехмеда Челеби и учителем его сыновей-шехзаде. В это же время его назначили членом Имперского Совета (Диван-и Хумаюн). Находясь в Эдирне Ибн Арабшах занимался переводами с арабского и персидского языков. После смерти султана Мехмеда, в апреле 1422 года он через Алеппо направился в свой родной Дамаск, в котором не был уже 20 лет. Большая часть трудов Ибн Арабшаха была написана именно в этот период, в том числе и прославившее его сочинение о Тамерлане.
Совершив хадж и пробыв в Дамаске до 1438 года, Ибн Арабшах отправился в Египет, где поселился в Каире. Он был знаком со многими учёными и поэтами того периода, часто встречался с Ибн Тагриберди. Ибн Арабшах был одним из приближенных мамлюкского султана Сейф ад-Дина Джакмака, посвятил ему несколько своих книг. Однако его сатирические высказывания в адрес поэтов и улемов того времени привели к тому, что в 1450 году Ибн Арабшаха заключили под стражу на пять дней. Потрясённый такой несправедливостью, он скончался в Каире через 12 дней после освобождения — 15 раджаба 854 года хиджры (24 августа 1450 года).

## Переводы и издания сочинений
Сочинение Ибн Арабшаха о Тамерлане было издано на арабском языке в Лейдене в 1636 году, во французском переводе Ватье («L’histoire du grand Tamerlan») в 1658 году в Париже; калькуттские издания 1812 и 1818 годов под редакцией Ахмеда ибн Мохаммеда ибн аль-Ансари Йемени, с английским ярлыком «History of Timur». Фрагменты из этого труда, касающиеся Золотой Орды, переведены на русский и изданы В. Г. Тизенгаузеном в 1884 году под названием «Сборник материалов, относящихся к истории Золотой Орды». В 1970-е годы профессором Убайдуллой Уватовым был выполнен перевод на узбекский язык.
«Факиха аль-хулафа» по-арабски и по-латыни издал барон Георг Фрейтаг под названием: «Fructus imperatorum et jocatio ingeniosorum» (Бонн, том I, 1832; т. II, 1852). Ещё раньше (1824) в Москве труд Ибн Арабшаха был издан под названием «Приключения одного невольника. Арабская повесть Ахмеда-бен-Арабшаха, с арабским текстом».